# Vill inte veta
Vill inte veta är den första singeln från Ken Rings album Mitt hem blir ditt hem som släpptes den 15 maj 2000, producerad av Can "Stress" Canatan och Abdul "Onedread" Lasfirare med sång av Masayah.

## Låtförteckning
1. Vill inte veta (singelversion)
2. Vill inte veta (instrumental)